# Bank of Guangzhou Tower
Il Bank of Guangzhou Tower, noto anche come Premier International Plaza, è un grattacielo di Canton, città cinese della provincia di Guangdong. La sua costruzione è iniziata nel 2008, mentre l'inaugurazione è avvenuta nel 2012. L'edificio, realizzato in cemento armato, è alto 267,8 metri e si estende su 57 piani.